# Caisses Desjardins
Дежарден, кооперативное движение (Caisses Desjardins) — кредитное кооперативное движение со штаб-квартирой в Канаде, оказывающее полный спектр финансовых и консультационных услуг пайщикам.

## История
История кооперативного движения берёт своё начало 6 декабря 1900 г., когда была основана первая народная касса в городке Левис Альфонсом Дежарденом.
Членом кооператива мог стать любой человек, проживающий, а также работающий на территории, обслуживаемой кассой, в том числе и дети, а также корпорации и компании. Дети принимались только дополнительными членами кассы. Дополнительными членами становились также те, кто уезжал или прекращал работать на территории, обслуживаемой кассой. Дополнительные члены могли присутствовать на заседаниях кассы, но они лишались права голоса и не могли замещать руководящие должности. Женщины, в том числе и замужние, имеют равные права с мужчинами, то есть право голоса и право занимать любую должность в кооперативе. Дети могут приобретать акции, помещать вклады, получать проценты на них, а также изымать свои вклады.
В первую очередь новая организация должна была завоевать доверие народа. Альфонс Дежарден искал поддержку духовенства, чтобы завершить основную задачу.
Вместе с поддержкой нескольких священников из Левисского Университета, где он был одновременно студентом и учителем, Дежарден добился благословения архиепископа Квебека, монсеньора Бегина, и других церковных сановников. А некоторые священники пошли дальше, предложив основать кассы в их церковных приходах.
В 1906 г. Национальная Ассамблея Квебека приняла благоприятный для Движения Закон о кооперативных кредитных союзах, отдавая таким образом народные кассы под юрисдикцию провинции.
За несколько месяцев до своей смерти Альфонс Дежарден составил план по объединению касс в Союзы. В связи с ростом народных касс, он чувствовал, что будет лучше объединить их под контролем центральной организации.
После его смерти в 1920 г. кооператоры начали реализовывать его план и 15 декабря 1920 г. создали первый региональный союз кредитных кооперативов в городе «Три реки». В следующем году была создана аналогичная организация, обслуживающая регион города Квебек. Затем созданы в Монреале и в Гаспеси.
В 1932 г. была создана Федерация, объединяющая региональные кредитные союзы Дежарден.
Данное объединение включало в себя 4 кредитных союза, затем добавились 6 других, основанные за период 1934—1944 гг. Их целью являлось обеспечение технической поддержки касс и контроль за их деятельностью.
В начале 1920-х гг. в связи с рецессией рост замедлился, а затем в 1930-х гг. с приходом Великой Депрессии позиции кредитных союзов существенно пошатнулись. Кассы сокращались и в численности, и в количестве пайщиков и в сумме активов. К 1934 г. бизнес начал подниматься. Затем началась Вторая мировая война, которая стала сигналом к началу эры процветания, что содействовало финансовому росту касс. В 1944 г. число народных касс составило 877 с активами в сумме 88 млн долл. В течение 1944 г. было основано 115 новых касс.
В 1945 г. 9 касс отсоединились от Регионального союза Монреаля и создали небольшую федерацию. Но группа Дежарден продолжила экспансию, хотя и более современным курсом.
Чтобы улучшить финансовое положение пайщиков и членов их семей, в 1948 г. была создана дочерняя компания по страхованию жизни. Это решение было своевременным, так как в стране реализовывалась инновационная программа по страхованию семей, которая была запущена одновременно с программой по страхованию займов и сбережений.
С наймом нескольких новых бухгалтеров, статистов, преподавателей и административных специалистов, внутренние услуги очень быстро стали более структурированными и консолидированными.
Дежарден Групп активно содействовала созданию Сосьете Женераль Де Файненсмент, инструмента, используемого правительством с целью стимулирования промышленного развития Квебека.
В 1970 г. Группа ввела в эксплуатацию систему SIC — интегрированную компьютеризированную систему для народных касс, таким образом автоматизировав все операции.
Несмотря на то, что реклама Группы Дежарден была практически во всех средствах массовой информации, Группа начала выпуск своей собственной газеты под названием «Еженедельник Дежарден».
Видя важность движения, его размер и инновационный характер, Квебекцы начали активно пополнять ряды пайщиков Группы Дежарден. В то же время Группа просила правительство предоставить ей больше прав на участие в развитии экономики Квебека.
В 1971 г. был принят специальный закон о создании Инвестиционного общества Дежарден, которое затем присоединилось к компании Дежарден Индастриал Кредит.
За период 1971—1990 последовал ряд слияний и унификаций кооперативных сил в сфере сбережений и займов. Например, Федерация кредитных союзов присоединилась к Группе кредитных союзов Дежарден в 1979 г. А затем последовало создание Квебекской Лиги Кредитных союзов.
В 1988 г. произошло совершенствование законодательной базы о кредитных кооперативах, которая в связи с ростом кооперативного движения устарела. Согласно новому законодательству, которое было более адаптировано к размеру Движения и разнообразию его активов, Движение получило самостоятельность в решении вопросов о группировке дочерних компаний под контроль холдинговых компаний.
Региональные союзы кредитных кооперативов стали называться федерациями, тогда как провинциальные федерации — конфедерациями.
Принятый в 1988 г. новый Закон о кредитных кооперативах разрешил Союзам реорганизовывать дочерние компании. Дочерние компании создают корпоративную сеть, которая наиболее тесно связана со стратегическими целями кооперативной сети и их ассортимент услуг расширялся.
В 1995 г. был запущен масштабный реинжиниринговый проект. Его целью являлось упростить и модернизировать операции народных касс, улучшить обслуживание пайщиков, уменьшить операционные расходы.
В 1996 г. на ежегодном конгрессе, трансформирована структура касс, ликвидирован кредитный комитет и переопределена их собственная роль в кредитовании. В сентябре «Дежарден» запустил Интернет сайт.
Развитию и модернизационной реорганизации деятельности «Дежарден» в провинции Квебек способствовал принятый Национальной Ансамблеей в 1998 г. закона «О кредитно-сберегательных кассах».
В 1999 г. было принято решение объединить федерации и конфедерации в единую организацию.
Реорганизация была завершена в июле 2001 г., когда существующие 11 федераций были сгруппированы в единую Квебекскую Федерацию Народных Касс им. Дежардена. Эта новая федерация затем обеспечила надзор за 15 новыми региональными офисами, основанными на существующих региональных границах в Квебеке.

## Современная ситуация
В настоящее время «Дежарден» характеризуется следующими показателями:
- активы в сумме 144,1 млрд долл.;
- 6 млн пайщиков во всей Канаде, из них 5,8 зарегистрированы в провинциях Квебек и Онтарио, включая около 400000 юридических лиц;
- 6925 выборных чиновников и около 42000 специализированных рабочих по всему миру;
- 1427 точек в Квебек и Онтарио: 536 филиалов и 891 обслуживающих центров;
- 114 обслуживающих точек в Манитобе и Нью-Брунсуике: 39 филиалов и 75 центров обслуживания;
- 49 бизнес-центров в Квебек и 3 в Онтарио;
- 28 кредитных кооперативов «Дежарден» в Онтарио;
- 3 филиала во Флориде (США) и филиал Центральной кассы Дежарден в Соединённых Штатах;
- 2769 банкоматов по всему миру.

Движение Дежарден имеет развитую инфраструктуру — страховые, инвестиционные и консалтинговые фирмы, которые входят в состав Движения на корпоративных началах.
Основу движения «Дежарден» составляют народные кассы. Кассы — это то место, где важную часть в управлении занимает согласование между пайщиками. Необходимо подчеркнуть, что движение само по себе имеет комплексную взаимосвязь между независимыми экономическими единицами. Тем не менее, Кассы являются отдельными и независимыми субъектами, взаимосвязанными лишь с Федерацией. У них есть свой собственный отчёт о прибылях и убытках и бухгалтерский баланс и таким образом они вынуждены постоянно заботиться об их собственном балансе доходов и расходов, причём все действия должны быть согласованы с Федерацией.
Под контролем Федерации находится деятельность многих региональных Исполнительных Подразделений, а также деятельность кредитного союза. Каждый из этих элементов ежедневно обслуживает определённое число касс. Сеть поддерживается 17 советами представителей, 16 от народных касс и 1 от кредитного союза. Краеугольный камень демократического процесса «Дежарден», Совет представителей, представляет интересы регионов в Федерации. Таким образом, Совет гарантирует, что интересы малых субъектов будут защищены в Федерации. Каждый Совет представителей состоит из 10 чиновников-добровольцев и 5 генеральных директоров народных касс, в общей сложности 255 членов от всей сети, избранных управлением региональных кооперативов. 17 консульских президентов являются членами Федерального Совета Директоров, который также включает 4 генеральных директора, выбираемых членами совета представителей и Президента Группы Дежарден, в общей сложности 22;
Любой может стать членом кредитного кооператива, заплатив вступительный взнос размере 5 долл. США. В 1997 г. в среднем на один кредитный кооператив приходилось 3686 пайщиков, а к 2007 г. их число увеличилось до 10000. Такой резкий рост связан с реорганизацией кредитных кооперативов, в результате чего число касс сократилось почти в 2,5 раза, а численность пайщиков продолжало расти. Членский взнос в размере 5 долл. оставался постоянным с момента основания первой кассы и остаётся таковым до сих пор.
Кассы оказывают практически весь комплекс финансовых услуг пайщикам. Основная деятельность Касс, разумеется, предоставление простейших финансовых услуг — приём сбережений, выдача займов и платёжные системы. Во всех кассах присутствуют банкоматы. Обычно в Кассах присутствует финансовый консультант, основной задачей которого является обсуждение финансовых вопросов клиентов. Эти консультанты первоначально являлись кредитными инспекторами, но с возросшей автоматизацией основных задач, роль некоторых работников была пересмотрена.
В дополнение к финансовым услугам, предоставляемыми напрямую Народными кассами, Касса также действуют как трассировочный канал для других услуг Группы.